# Los Húsares
Los Húsares fue el nombre de una corriente francesa literaria, surgida en los años 1950 y 1960, que se opuso al existencialismo y la figura del compromiso intelectual encarnado por Jean-Paul Sartre. La novela de Roger Nimier El húsar azul dio nombre al movimiento.

## Nacimiento
Durante la Francia de posguerra, nace un grupo de escritores bien olvidado, más por su oposición al bloque de izquierda sartriana, llamados comúnmente como "les Hussards" (los Húsares). El nombre fue dado a este grupo por el escritor Bernard Frank en la revista de Jean-Paul Sartre Les Temps Modernes.
Se reunían comúnmente en el café "Aux Assassins" (lo de los asesinos) y en torno a la "Revue de la table ronde" (revista de la mesa redonda). Eran opuestos al Nouveau roman y defendían un estilo corto e incisivo. 

Ils se délectent de la phrase courte dont ils se croient les inventeurs. Ils la manient comme s'il s'agissait d'un couperet. À chaque phrase il y a mort d'homme. (Se deleitan en la frase corta que se creen los inventores. Ellos manejan como si fuera un cuchillo. En cada frase hay la muerte de un hombre.)
Bernard Frank

Renegaban de las modas contemporáneas y eran adeptos a cierto canon literario que provenía lejanamente del Cardenal de Retz y el Duque de Saint-Simon, pasando por Stendhal y Alejandro Dumas y fortalecida por George Bernanos, Joseph Conrad, Marcel Aymé y su gran modelo casi contemporáneo Paul Morand.
En lo político defendían la Guerra de Argelia aunque con una mirada muy crítica y mordaz que los hacía antigaullistas.

## Integrantes reconocidos
Algunos escritores reconocidos como húsares son:
- Paul Morand
- Roger Nimier
- François Dufay
- Bernard Frank
- Jacques Chardonne
- Jacques Laurent
- Antoine Blondin
- Michel Déon
- Kléber Haedens
- Stephen Hécquet
- Roland Laudenbach
- Félicien Marceau
- François Nourissier
- Jacques Perret
- André Fraigneau
- Willy de Spens
- Guy Dupré
- François Mauriac
- Jean Giono
- Marcel Jouhandeau
- Henry de Montherlant
- Jean Paulhan
- Jean Schlumberger

Fue un grupo muy nutrido que por sus filiaciones ideológicas no alineadas con la izquierda existencialista pasó a marginarse y terminó por decaer con la llegada de 1968 y la posterior caída de Charles de Gaulle y el giro ideológico venido con Georges Pompidou.
En las décadas de los ochenta y noventa, nace un grupo de escritores en torno a la revista "Rive Gauche" con filiación a los Húsares. Compuesto por destacados como Patrick Besson, Eric Neuhoff, Denis Tllinac. A ellos se les ha dado por ser llamados “Neo-hussars” en los círculos académicos franceses.
Fabrice Luchini, más tarde, como promotor de bellas artes y actor, se ha dedicado a hacer homenaje a este movimiento literario.